# Droga wojewódzka nr 179
Droga wojewódzka nr 179 (DW179) – droga wojewódzka w zachodniej części Polski w województwie wielkopolskim i zachodniomorskim z Piły przez Gostomię do drogi DK22 w kierunku Gorzowa Wielkopolskiego o długości 34 km. Przebiega przez powiaty: pilski i wałecki.

## Miejscowości leżące przy trasie DW179
- Piła
- Dolaszewo
- Szydłowo
- Jaraczewo
- Gostomia
- Dzikowo
- Rusinowo